# Moszna (Opole)
Moszna is een dorp in de Poolse woiwodschap Opole. De plaats maakt deel uit van de gemeente Strzeleczki.

## Verkeer en vervoer
- Station Moszna